# Nyikolaj Vlagyimirovics Davigyenko
Nyikolaj Vlagyimirovics Davigyenko (oroszul: Николай Владимирович Давыденко; 1981. június 2. Szeverodoneck, Ukrán SZSZK) ukrán származású orosz hivatásos teniszező. Korábbi világranglista 3. helyezett.
Karrierje során eddig 21 egyéni és 1 páros ATP-címet szerzett, ezek közül kettőt ATP Masters Series-tornákon. Grand Slam-tornákon eddigi legjobb eredménye négy elődöntő volt: 2005, 2007: Roland Garros, 2006, 2007: US Open, a négy elődöntőben háromszor Roger Federertől szenvedett vereséget. 2006-ban Davis-kupát nyert hazájával. 2008-ban bejutott az évzáró Tennis Masters Cup döntőjébe, ahol Novak Đokovićtól szenvedett vereséget.
2009-ben megnyerte az év végi mesterek tornáját Juan Martín del Potro ellen 6-3 6-4-re

## ATP-döntői

### Egyéni

#### Győzelmei (21)
| Összesítés                                            | Összesítés |
| ----------------------------------------------------- | ---------- |
| Grand Slam-torna                                      | (0)        |
| ATP World Tour Masters 1000 / ATP Masters Series      | (3)        |
| ATP World Tour 500 Series / International Series Gold | (1)        |
| ATP World Tour 250 Series / International Series      | (16)       |
| ATP World Tour Finals / Tennis Masters Cup            | (1)        |

|    | Dátum               | Torna                                | Borítás          | Ellenfél a döntőben   | Eredmény a döntőben |
| 1  | 2003. január 5.     | NG Adelaide International,           | Kemény           | Kristof Vliegen       | 6-2, 7-6(3)         |
| 2  | 2003. április 13.   | Estoril Open, Estoril                | Salak            | Agustín Calleri       | 6-4, 6-3            |
| 3  | 2004. május 2.      | BMW Open, München                    | Salak            | Martin Verkerk        | 6-4, 7-5            |
| 4  | 2004. október 17.   | Kremlin Cup, Moszkva                 | Szőnyeg (fedett) | Greg Rusedski         | 3-6, 6-3, 7-5       |
| 5  | 2005. május 21.     | THG Tennis International, St. Pölten | Salak            | Jürgen Melzer         | 6-3, 2-6, 6-4       |
| 6  | 2006. május 27.     | THG Tennis International, Pörtschach | Salak            | Andrei Pavel          | 6-0, 6-3            |
| 7  | 2006. augusztus 6.  | Orange Prokom Open, Sopot            | Salak            | Florian Mayer         | 7-6(6), 5-7, 6-4    |
| 8  | 2006. augusztus 26. | Pilot Pen Tennis, New Haven          | Kemény           | Agustín Calleri       | 6-4, 6-3            |
| 9  | 2006. október 15.   | Kremlin Cup, Moszkva                 | Szőnyeg (fedett) | Marat Szafin          | 6-4, 5-7, 6-4       |
| 10 | 2006. november 5.   | Paris Masters, Párizs                | Szőnyeg (fedett) | Dominik Hrbatý        | 6-1, 6-2, 6-2       |
| 11 | 2007. október 14.   | Kremlin Cup, Moszkva                 | Szőnyeg (fedett) | Paul-Henri Mathieu    | 7-5, 7-6(9)         |
| 12 | 2008. április 6.    | Miami Masters, Miami                 | Kemény           | Rafael Nadal          | 6-4, 6-2            |
| 13 | 2008. május 24.     | THG Tennis International, Pörtschach | Salak            | Juan Mónaco           | 6-2, 2-6, 6-2       |
| 14 | 2008. június 9.     | Orange Warsaw Open, Varsó            | Salak            | Tommy Robredo         | 6-3, 6-3            |
| 15 | 2009. július 6.     | German Open, Hamburg                 | Salak            | Paul-Henri Mathieu    | 6–4, 6–2            |
| 16 | 2009. augusztus 2.  | Croatia Open Umag, Umag              | Salak            | Juan Carlos Ferrero   | 6–3, 6–0            |
| 17 | 2009. október 3.    | Malaysian Open, Kuala Lumpur         | Kemény (fedett)  | Fernando Verdasco     | 6–4, 7–5            |
| 18 | 2009. október 18.   | Shanghai Masters                     | Kemény           | Rafael Nadal          | 7–6(3), 6–3         |
| 19 | 2009. november 29.  | ATP World Tour Finals, London        | Kemény(fedett)   | Juan Martín del Potro | 6-3 6-4             |
| 20 | 2010. január 4.     | Qatar ExxonMobil Open, Katar         | Kemény(fedett)   | Rafael Nadal          | 0-6, 7-6(8), 6-4    |
| 21 | 2011. május 1.      | BMW Open, München                    | Salak            | Florian Mayer         | 6-3, 3-6, 6-1       |

#### Elvesztett döntői (7)
|   | Dátum              | Torna                                | Borítás         | Ellenfél a döntőben | Eredmény a döntőben |
| 1 | 2003. május 26.    | THG Tennis International, St. Pölten | Salak           | Andy Roddick        | 3-6, 2-6            |
| 2 | 2006. május 8.     | Estoril Open, Estoril                | Salak           | David Nalbandian    | 3-6, 4-6            |
| 3 | 2006. július 17.   | Catella Swedish Open, Båstad         | Salak           | Tommy Robredo       | 2-6, 1-6            |
| 4 | 2008. április 20.  | Estoril Open, Estoril                | Salak           | Roger Federer       | 6-7(5), 2-1 feladta |
| 5 | 2008. november 16. | Tennis Masters Cup, Sanghaj          | Kemény (fedett) | Novak Đoković       | 1-6, 5-7            |
| 6 | 2011. január 9.    | Qatar ExxonMobil Open, Doha          | Kemény          | Roger Federer       | 3-6, 4-6            |
| 7 | 2013. január 5.    | Qatar ExxonMobil Open, Doha          | Kemény          | Richard Gasquet     | 6-3, 6-7(4), 3-6    |

### Páros

#### Győzelmei (1)
|   | Dátum             | Torna               | Borítás          | Partner         | Ellenfelek a döntőben          | Eredmény a döntőben |
| 1 | 2004. október 17. | Kreml Kupa, Moszkva | Szőnyeg (fedett) | Igor Andrejev / | Mahes Bhúpati / Jonas Björkman | 3-6, 6-3, 6-4       |

### Elvesztett döntői (2)
|   | Dátum             | Torna                     | Borítás          | Partner        | Ellenfelek a döntőben                  | Eredmény a döntőben |
| 1 | 2005. október 17. | Kreml Kupa, Moszkva       | Szőnyeg (fedett) | Igor Andrejev  | Makszim Mirni / Mihail Juzsnij         | 1-6, 1-6            |
| 2 | 2008. június 9.   | Orange Warsaw Open, Varsó | Salak            | Jurij Szcsukin | Mariusz Fyrstenberg / Marcin Matkowski | 0–6, 6–3, 4–10      |